# 엄예훈
엄예훈(2002년 11월 7일 ~ ) 은 대한민국의 축구 선수이자, 현재 K리그2 서울 이랜드 FC 소속이다.
고교 명문 보인고의 주전 골키퍼로 활약했던 엄예훈은 2017-18년에 대한민국 U17 국가대표팀에 발탁되며 유망주로 주목받았다.